# Космос-1989
Космос-1989 је један од преко 2400 совјетских вјештачких сателита лансираних у оквиру програма Космос.
Космос-1989 је лансиран са космодрома Тјуратам, Бајконур, СССР, 10. јануара 1989. Ракета-носач Протон је поставила сателит у орбиту око планете Земље. Маса сателита при лансирању је износила 1400 килограма. Космос-1989 је био ГЛОНАСС навигациони сателит.